# Otto Rindt
Otto Rindt (* 16. Dezember 1906 in Apenrade in Nordschleswig; † 3. Januar 1994) war ein deutscher Landschaftsarchitekt. Er gilt als geistiger Vater des Lausitzer Seenlands.

## Wirken
Rindt hatte zwischen 1958 und den 1990er Jahren wesentlichen Anteil an der Rekultivierung und Gestaltung der Bergbaufolgelandschaft im Lausitzer Revier. Dabei wurden mehrere ehemalige Braunkohletagebaue geflutet, die zu einer Seenkette ausgehend von Senftenberg verbunden wurden. Er arbeitete seit den 1960er Jahren an der Vision einer Seenkette vom Senftenberger See über den Geierswalder, Partwitzer, Sedlitzer und Großräschener See, im Bereich ehemaliger und noch aktiver Tagebaue. Dieser weitsichtige Ansatz wird heute ergänzt durch den Tagebaubereich Bluno-Spreetal, Burghammer und Scheibe.
Die auf 5.000 Quadratkilometern entstehende Landschaft der Lausitzer Seenkette wird ungefähr 12.200 Hektar neue Wasserfläche und 42.200 Hektar neues Festland umfassen.
Vor diesen Aufgaben war Rindt in den 1930er und 1940er Jahren als Landschaftsarchitekt (auch als Landschaftsanwalt bezeichnet) beim Reichsautobahnbau unter Fritz Todt tätig. Am 15. Juli 1937 beantragte er die Aufnahme in die NSDAP und wurde rückwirkend zum 1. Mai desselben Jahres aufgenommen (Mitgliedsnummer 4.338.820). Seit 1949 koordinierte Otto Rindt – teilweise in Zusammenarbeit mit dem Forschungsprojekt von Georg Béla Pniower – Flurschutzpflanzungen in größerem Umfang in der Magdeburger Börde und im Vorharzgebiet. Das von ihm geleitete Sonderreferat Landschaftsgestaltung in der Landesregierung Sachsen-Anhalt gehörte zu den ersten Ländereinrichtungen, die länderübergreifend planten. 1950–1952 war er außerdem Teilprojektleiter für Sachsen-Anhalt im Rahmen der „Landschaftsdiagnose der DDR“, des ersten nationalen Umweltmonitorings der Welt.
Charakteristisch für Rindts Landschaftsgestaltung ist die Verwendung von eiszeitlichen Findlingen.
Im Senftenberger Ortsteil Buchwalde ist eine Straße nach ihm benannt. Eine Schule in Senftenberg trägt den Namen Dr.-Otto-Rindt-Oberschule.

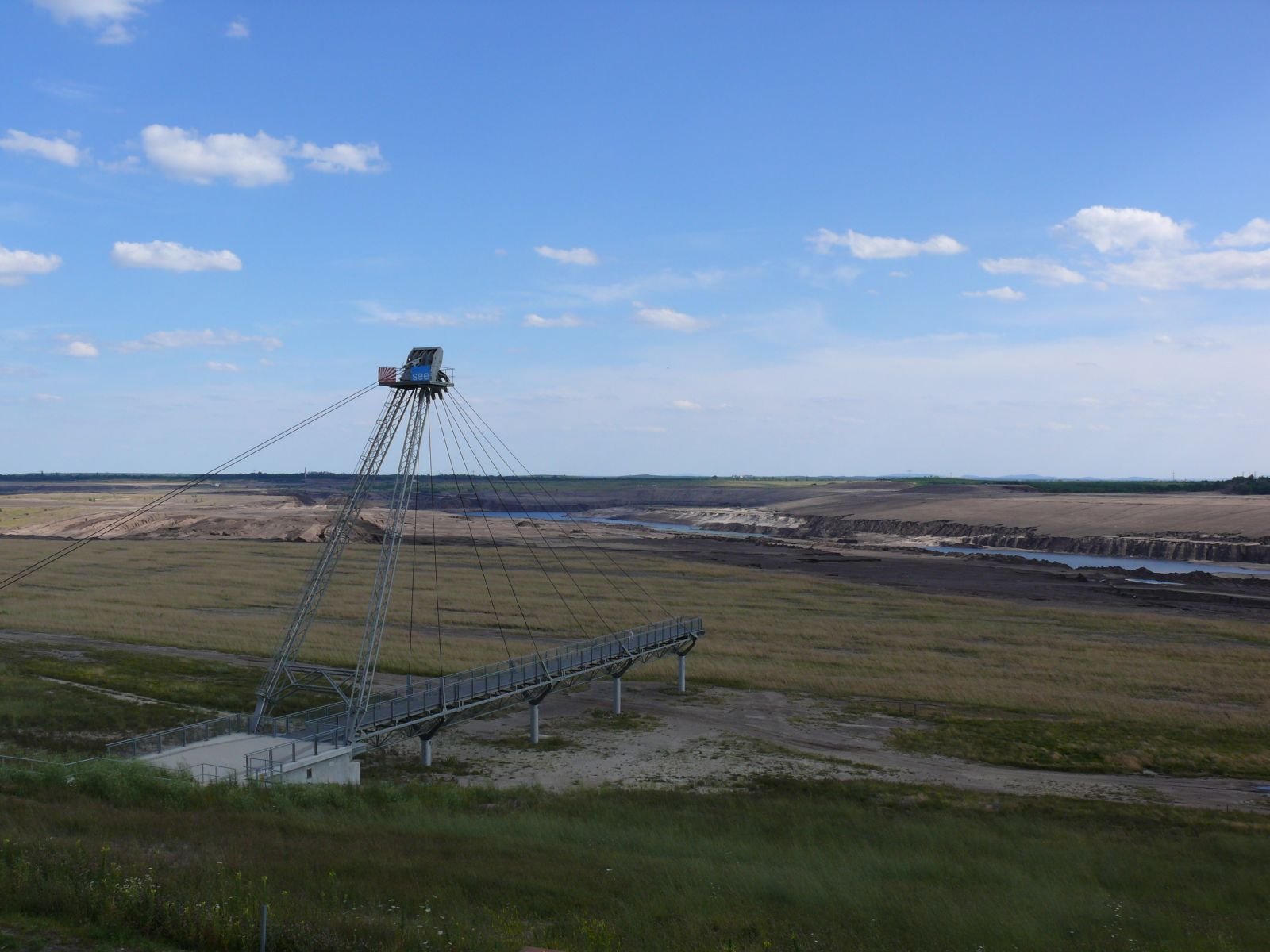
Entstehender Großräschener See mit Seebrücke
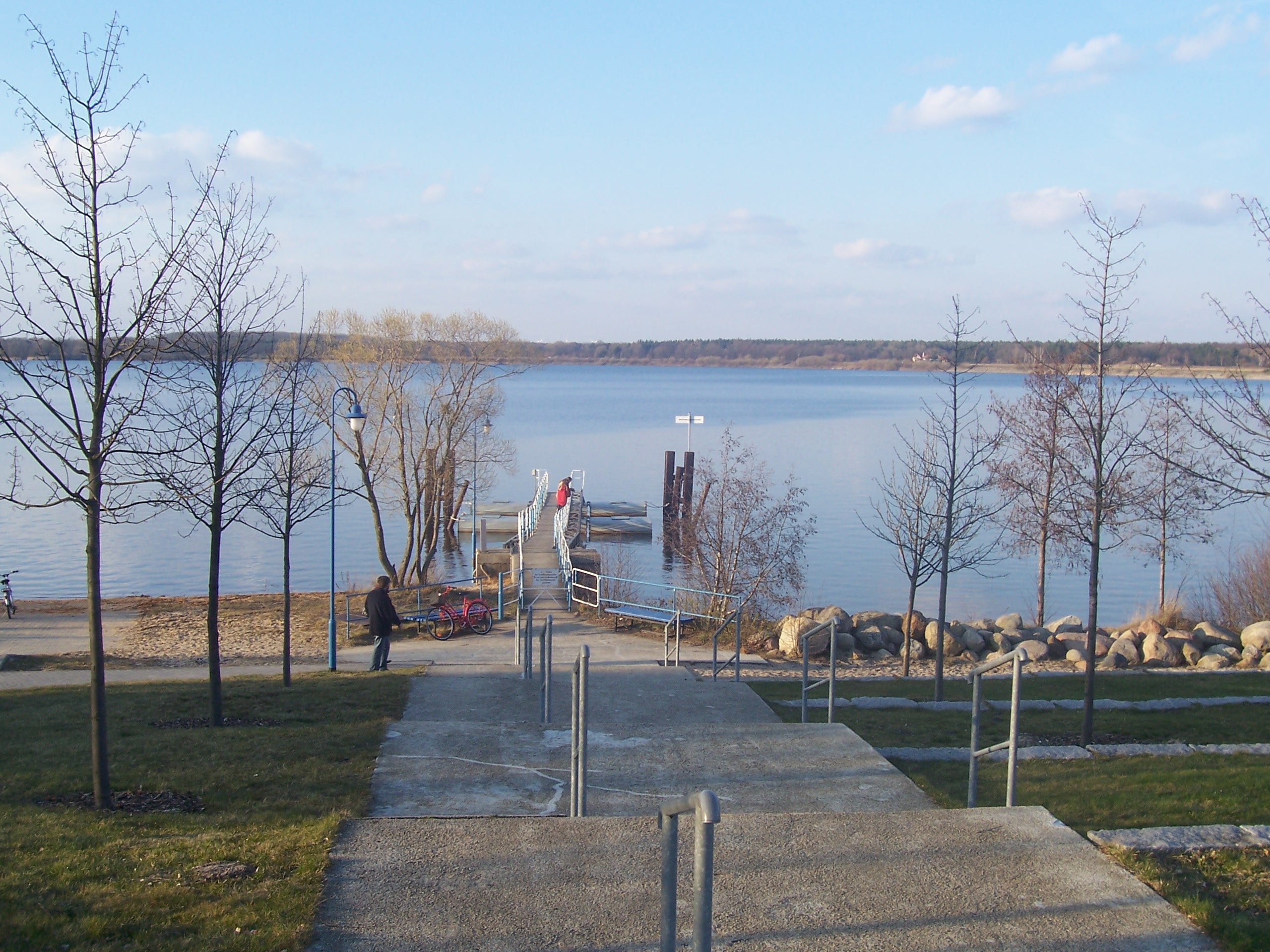
Senftenberger See
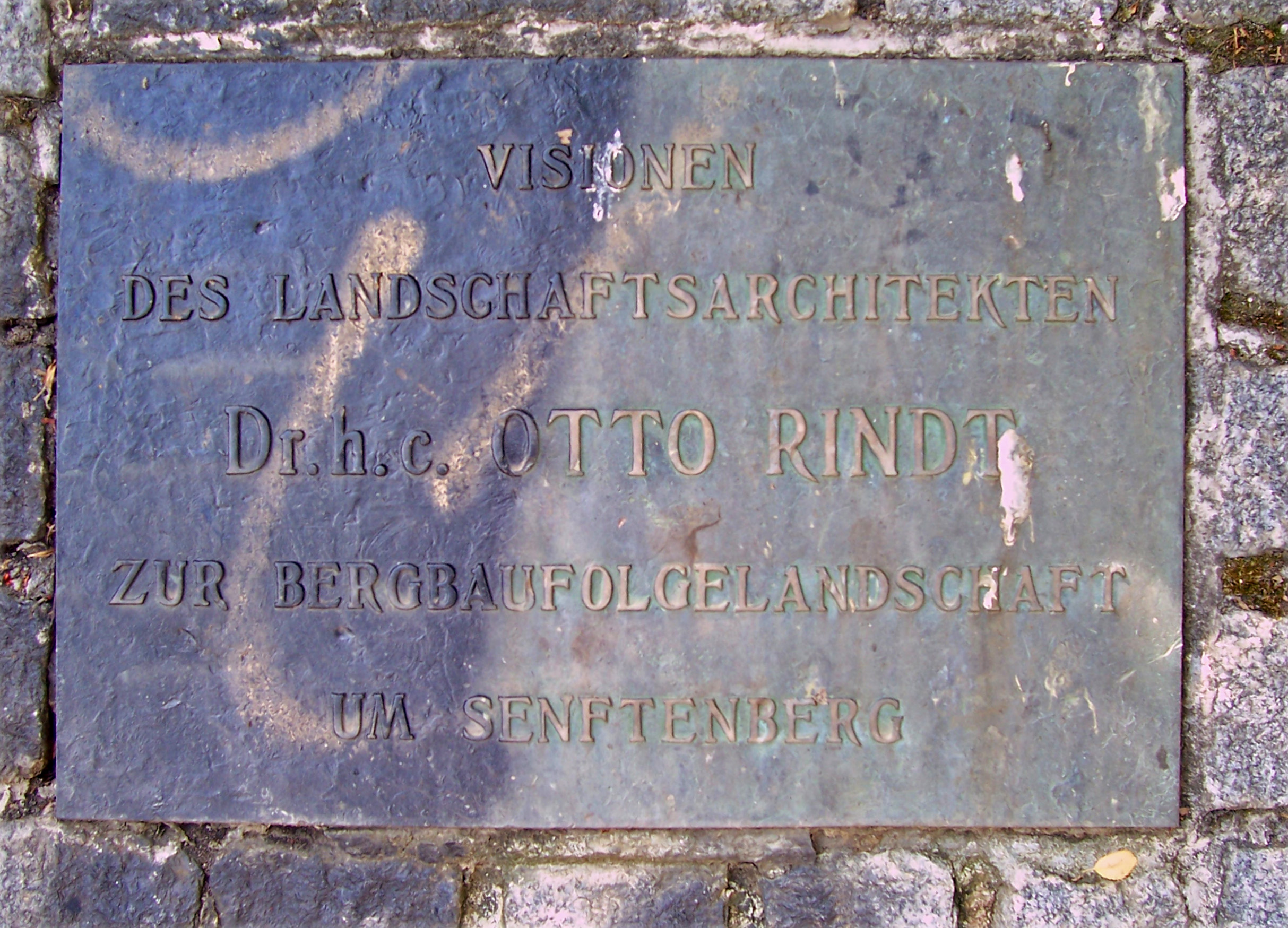
Gedenktafel zu Ehren von Otto Rindt am Senftenberger See
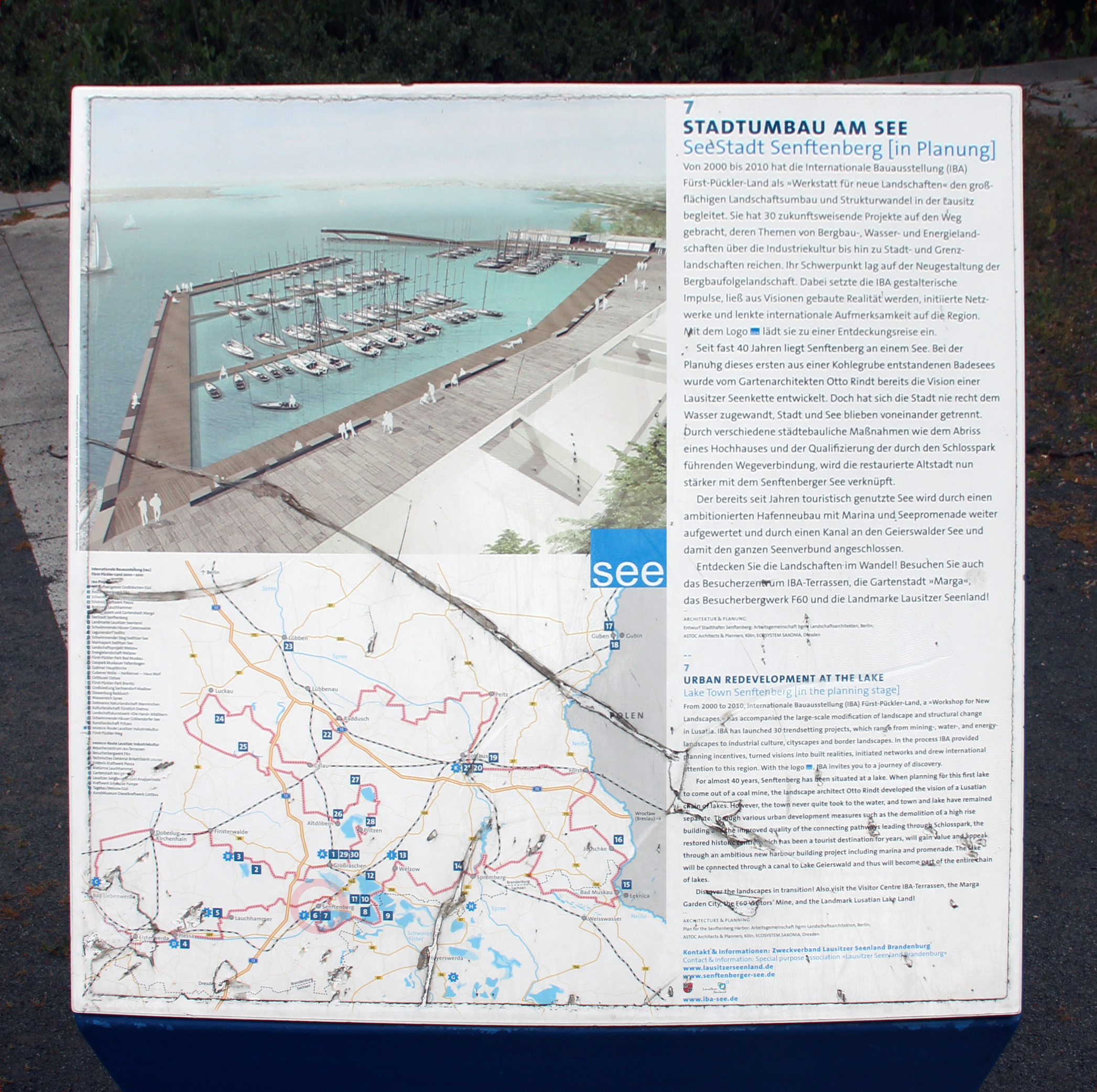
Stadtumbau am See, Senftenberg